# Aspidogyne kuczynskii
Aspidogyne kuczynskii là một loài thực vật có hoa trong họ Lan. Loài này được (Porsch) Garay mô tả khoa học đầu tiên năm 1977.